# 盖罗尔茨霍芬
盖罗尔茨霍芬（德語：Gerolzhofen）是德国巴伐利亚州的一个市镇。总面积18.39平方公里，总人口6537人，其中男性3203人，女性3334人（2011年12月31日），人口密度355人/平方公里。

## 友好城市
- 法國 马梅尔斯